# Morti nel 1975/Aprile
| Questa pagina contiene informazioni ricavate automaticamente dalle voci biografiche con l'ausilio del template Bio e di un bot. L'aggiornamento è periodico e automatico e ricostruisce completamente la pagina. Se manca una persona in questa lista, sei pregato di non aggiungerla, ma accertati piuttosto che la sua voce biografica contenga il template Bio e che i dati anagrafici siano correttamente compilati. Se il template Bio manca, inseriscilo tu stesso o, in alternativa, metti l'avviso {{tmp\|Bio}} che ne segnala la mancanza. Se i dati riportati sono sbagliati, correggi direttamente la voce biografica; le modifiche saranno visibili in questa lista entro pochi giorni. Per chiarimenti vedi il progetto biografie. La lista contiene solo le 89 persone che sono citate nell'enciclopedia e per le quali è stato implementato correttamente il template Bio. Pagina aggiornata al 3 mar 2024. |

- 1º aprile - Lorenz Jäger, cardinale e arcivescovo cattolico tedesco (n. 1892)
- 1º aprile - Alexander Matuška, critico letterario e saggista slovacco (n. 1910)
- 2 aprile - Dong Biwu, politico cinese (n. 1886)
- 2 aprile - Alfred Schmitt, astronomo francese (n. 1907)
- 2 aprile - Piet van der Velden, pallanuotista olandese (n. 1899)
- 3 aprile - Angela Bambace, sindacalista italiana (n. 1898)
- 3 aprile - Peter Kohnke, tiratore a segno tedesco (n. 1941)
- 3 aprile - Isabella Quaranta, attrice italiana (n. 1892)
- 3 aprile - Mary Ure, attrice scozzese (n. 1933)
- 3 aprile - Angelo Volontè, presbitero italiano (n. 1899)
- 4 aprile - Herbert List, fotografo tedesco (n. 1903)
- 4 aprile - Erik Pettersson, sollevatore svedese (n. 1890)
- 4 aprile - Sven Rydell, allenatore di calcio, calciatore e giornalista svedese (n. 1905)
- 5 aprile - Tell Berna, mezzofondista statunitense (n. 1891)
- 5 aprile - John A. Burns, politico statunitense (n. 1909)
- 5 aprile - Chiang Kai-shek, generale e politico cinese (n. 1887)
- 5 aprile - Inez Courtney, attrice statunitense (n. 1908)
- 5 aprile - Victor Marijnen, politico olandese (n. 1917)
- 5 aprile - Harold Osborn, altista e multiplista statunitense (n. 1899)
- 5 aprile - Charles Williams, scrittore statunitense (n. 1909)
- 6 aprile - Gaetano Amoroso, militare italiano (n. 1893)
- 6 aprile - Jan Białas, calciatore polacco (n. 1952)
- 6 aprile - Danny Smick, cestista statunitense (n. 1915)
- 7 aprile - Peter Murphy, calciatore inglese (n. 1922)
- 7 aprile - Frank Visser, pallanuotista belga (n. 1907)
- 7 aprile - Vilém Zlatník, calciatore cecoslovacco (n. 1910)
- 8 aprile - Henk Lakeman, ciclista su strada e pistard olandese (n. 1922)
- 8 aprile - Joseph Laniel, politico francese (n. 1889)
- 8 aprile - Antonio Marasco, pittore, scultore e scrittore italiano (n. 1896)
- 8 aprile - Dino Tonini, ingegnere italiano (n. 1905)
- 9 aprile - Armand Boppart, pallanuotista svizzero (n. 1894)
- 9 aprile - Lia Orlandini, attrice e doppiatrice italiana (n. 1896)
- 10 aprile - Walker Evans, fotografo statunitense (n. 1903)
- 10 aprile - Alberto Lombardi, cavaliere italiano (n. 1893)
- 10 aprile - Marjorie Main, attrice statunitense (n. 1890)
- 11 aprile - André Obey, commediografo, scrittore e giornalista francese (n. 1892)
- 12 aprile - Alf Andersen, combinatista nordico e saltatore con gli sci norvegese (n. 1906)
- 12 aprile - Joséphine Baker, cantante e danzatrice statunitense (n. 1906)
- 13 aprile - Emil Bergman, hockeista su ghiaccio svedese (n. 1908)
- 13 aprile - Ernesto Forza, militare italiano (n. 1900)
- 13 aprile - Max Gluckman, antropologo sudafricano (n. 1911)
- 13 aprile - Larry Parks, attore statunitense (n. 1914)
- 13 aprile - François Tombalbaye, insegnante, sindacalista e politico ciadiano (n. 1918)
- 14 aprile - Michael Flanders, attore, giornalista e scrittore britannico (n. 1922)
- 14 aprile - Fredric March, attore statunitense (n. 1897)
- 14 aprile - Clyde Tolson, funzionario statunitense (n. 1900)
- 15 aprile - Filippo Alberto di Württemberg, principe tedesco (n. 1893)
- 15 aprile - Richard Conte, attore statunitense (n. 1910)
- 15 aprile - Arthur Endrèze, baritono statunitense (n. 1893)
- 15 aprile - Charles Journet, cardinale e teologo svizzero (n. 1891)
- 16 aprile - Richard Walzer, grecista e filologo tedesco (n. 1900)
- 17 aprile - Dan Ekner, calciatore svedese (n. 1927)
- 17 aprile - Maria Pastori, matematica e fisica italiana (n. 1895)
- 17 aprile - Sarvepalli Radhakrishnan, filosofo e politico indiano (n. 1888)
- 18 aprile - Amy Shuard, soprano inglese (n. 1924)
- 19 aprile - Robert Aron, scrittore, storico e saggista francese (n. 1898)
- 19 aprile - Percy Lavon Julian, chimico e botanico statunitense (n. 1899)
- 19 aprile - Enzo Poli, politico italiano (n. 1913)
- 19 aprile - Salvatore Satta, giurista e scrittore italiano (n. 1902)
- 20 aprile - Thor Ericsson, calciatore svedese (n. 1885)
- 20 aprile - Hans Jordan, generale tedesco (n. 1892)
- 21 aprile - Long Boret, politico cambogiano (n. 1933)
- 21 aprile - Arthur Marohn, calciatore tedesco (n. 1893)
- 21 aprile - Pascoal Ranieri Mazzilli, politico, avvocato e giornalista brasiliano (n. 1910)
- 21 aprile - Sisowath Sirik Matak, generale e politico cambogiano (n. 1914)
- 22 aprile - Willy Böckl, pattinatore artistico su ghiaccio austriaco (n. 1893)
- 22 aprile - Peter Reynolds, attore britannico (n. 1921)
- 22 aprile - Lajos Steiner, scacchista ungherese (n. 1903)
- 23 aprile - Rolf Dieter Brinkmann, scrittore, poeta e traduttore tedesco (n. 1940)
- 23 aprile - William Hartnell, attore britannico (n. 1908)
- 23 aprile - Anton Paulik, compositore e direttore d'orchestra austriaco (n. 1901)
- 23 aprile - Ole Stenen, fondista, combinatista nordico e sciatore di pattuglia militare norvegese (n. 1903)
- 24 aprile - Piero Costa, regista e sceneggiatore italiano (n. 1913)
- 24 aprile - Pete Ham, cantante, compositore e chitarrista britannico (n. 1947)
- 25 aprile - Mike Brant, cantante israeliano (n. 1947)
- 25 aprile - Jacques Duclos, politico francese (n. 1896)
- 25 aprile - Giacomo Prampolini, traduttore, saggista e poeta italiano (n. 1898)
- 25 aprile - Antonio Vailati, calciatore italiano (n. 1906)
- 26 aprile - Vincenzo D'Aquila, imprenditore e scrittore italiano (n. 1892)
- 26 aprile - Alois Rodlauer, aviatore austro-ungarico (n. 1897)
- 27 aprile - J. C. Daniel, regista, sceneggiatore e produttore cinematografico indiano (n. 1900)
- 27 aprile - Danilo Montaldi, scrittore, traduttore e saggista italiano (n. 1929)
- 27 aprile - Sisowath Kossamak, regina cambogiana (n. 1904)
- 28 aprile - Tom Donahue, disc jockey e produttore discografico statunitense (n. 1928)
- 28 aprile - Yeghishe Ishkhanian, politico armeno (n. 1886)
- 28 aprile - Sonya Noskowiak, fotografa tedesca (n. 1900)
- 30 aprile - Domenico Ciufoli, politico italiano (n. 1898)
- 30 aprile - Samuel Knutzen, dirigente sportivo e calciatore norvegese (n. 1892)
- 30 aprile - Gen Paul, pittore e incisore francese (n. 1895)